# Забранените песни
„Забранените песни“ (на полски: Zakazane piosenki) е полски игрален филм от 1947 г., на режисьора Леонард Бучковски. Премиерата на филма е на 8 януари 1947 г. в Полша. Той е първият следвоенен полски игрален филм, одобрено за дистрибуция. През 2 ноември 1948 г. въведено преправена версия на филма през съветската цензура.

## Сюжет
Внимание:  Текстът по-долу разкрива сюжета на произведението (или части от него)!
Филмът е антология на патриотични и сатирични песни, вплетени в общите житейски ситуации на военна Варшава.

## В ролите
| Актьор              | Роля                             |
| ------------------- | -------------------------------- |
| Данута Шафлярска    | Халина Токарска                  |
| Йежи Душински       | Роман Токарски                   |
| Ян Швидерски        | Ришард                           |
| Янина Орденжанка    | майка на Халина и Роман          |
| Ян Курнакович       | Чешляк                           |
| Станислав Лапински  | музикант                         |
| Зофия Ямри          | Мария Кенджьорек                 |
| Константи Понговски | пазач                            |
| Юзеф Малишевски     | ръководител на филмова продукция |
| Ханна Белицка       | улична певица                    |
| Алина Яновска       | улична певица                    |
| Зофия Мрозовска     | улична певица                    |
| Леон Петрашкевич    | уличен певец                     |
| Чеслав Пясковски    | уличен певец                     |
| Станислава Пясецка  | певица с влак                    |
| Бронислав Дарски    | певец с влак                     |
| Халена Пухневска    | жена с наденица на влак          |
| Людвик Татарски     | Ханс, гестаповец                 |
| Кажимеж Вихняж      | гестаповец                       |
| Ярослав Скулски     | гестаповец                       |
| Едвард Джевонски    | гестаповец                       |
| Хенрик Швайцер      | Евреин, който се крие            |
| Феликс Жуковски     | Юрек                             |
| Хенрик Моджевски    | приятел на Чесляк                |
| Игор Шмяловски      | нацистка                         |
| Адам Миколаевски    | железничар                       |
| Анджей Лапицки      | конспиратор                      |
| Артур Млодницки     | германски офицер                 |